# Abram Samóilovich Bezikóvich
Abram Samóilovich Bezikóvich (también escrito Besicovitch) (en ruso: Абра́м Само́йлович Безико́вич) (24 de enero de 1891-2 de noviembre de 1970) fue un matemático ruso nacido en Ucrania, que trabajó principalmente en Inglaterra. Entre sus logros más destacables figura la formalización de la dimensión de Hausdorff-Besicovitch, una medida que permite categorizar la complejidad de un conjunto fractal.

## Semblanza
Bezikóvich nació en Berdyansk, una ciudad costera del Mar de Azov (actualmente Ucrania), en el seno de una familia de origen judío de religión caraíta.
Estudió bajo la supervisión de Andréi Márkov en la Universidad de San Petersburgo, donde se doctoró en 1912. Por entonces inició sus investigaciones en el campo de la teoría de probabilidad. Se convirtió a la Ortodoxia Oriental, haciéndose miembro de la Iglesia Ortodoxa Rusa, y casándose en 1916. Nombrado profesor en la Universidad de Perm en 1917, permaneció atrapado en la ciudad los dos años siguientes debido a los acontecimientos de la Guerra Civil Rusa. En 1920 se incorporó como profesor en la Universidad de Petrogrado.
En 1924 visitó al matemático Harald Bohr en Copenhague en una estancia organizada por la Fundación Rockefeller, durante la que trabajó sobre las funciones casi periódicas que ahora llevan su nombre. Tras una visita a G.H. Hardy en la Universidad de Oxford, mantuvo contactos con la Universidad de Liverpool en 1926, y con la Universidad de Cambridge en 1927.
Después de establecerse en Cambridge en 1927, obtuvo la Cátedra Rouse Ball de Matemáticas en 1950, en la que permaneció hasta su jubilación en 1958. Fue nombrado Lector de la Facultad de Matemáticas de Cambridge, universidad que le homenajeó con una maestría honorífica el 24 de noviembre de 1928. Trabajó principalmente en métodos combinatorios y cuestiones relacionadas con el análisis real, tales como el problema de la aguja de Kakeya y la dimensión de Hausdorff-Besicovitch. Estos dos campos en particular han probado una importancia cada vez mayor con el paso de los años.
También influyó considerablemente en el economista Piero Sraffa a partir de 1940, cuando ambos eran miembros del Trinity College; y sobre Dennis Lindley, uno de los fundadores del movimiento bayesiano en el Reino Unido. Sucedió a J.E. Littlewood en 1950 en la Cátedra Rouse Ball de la Universidad de Cambridge, retirándose en 1958. Visitó los EE. UU. ocho años antes de regresar al Trinity College de Cambridge, donde continuó su actividad hasta su muerte en 1970.

## Frase célebre
- "La reputación de un matemático reside en el número de malas demostraciones que ha dado".[9]

## Premios y honores
- Nombrado en 1934 Miembro de la Royal Society, que le otorgó la Medalla Sylvester en 1952.[10]
- Recibió en 1950 la Medalla De Morgan de la Sociedad Matemática de Londres.
- Visitó como experto el Instituto de Estudios Avanzados en el otoño de 1954.[11]
- En la candidatura de Besikóvtich para la Royal Society, se lee: "Distinguido matemático puro, particularmente por sus investigaciones sobre la teoría de funciones de variable real, la teoría de funciones analíticas, y la teoría de funciones casi periódicas."
- Un retrato de Besicovitch, obra de Eve Goldsmith Coxeter, permanece en la colección del Trinity College de Cambridge.[12]

## Eponimia
- La dimensión de Hausdorff-Besicovitch.
- Las funciones casi periódicas de Besicovitch.
- El asteroide (16953) Besicovitch, que lleva este nombre en su memoria.[13]